# Doris Schmauder

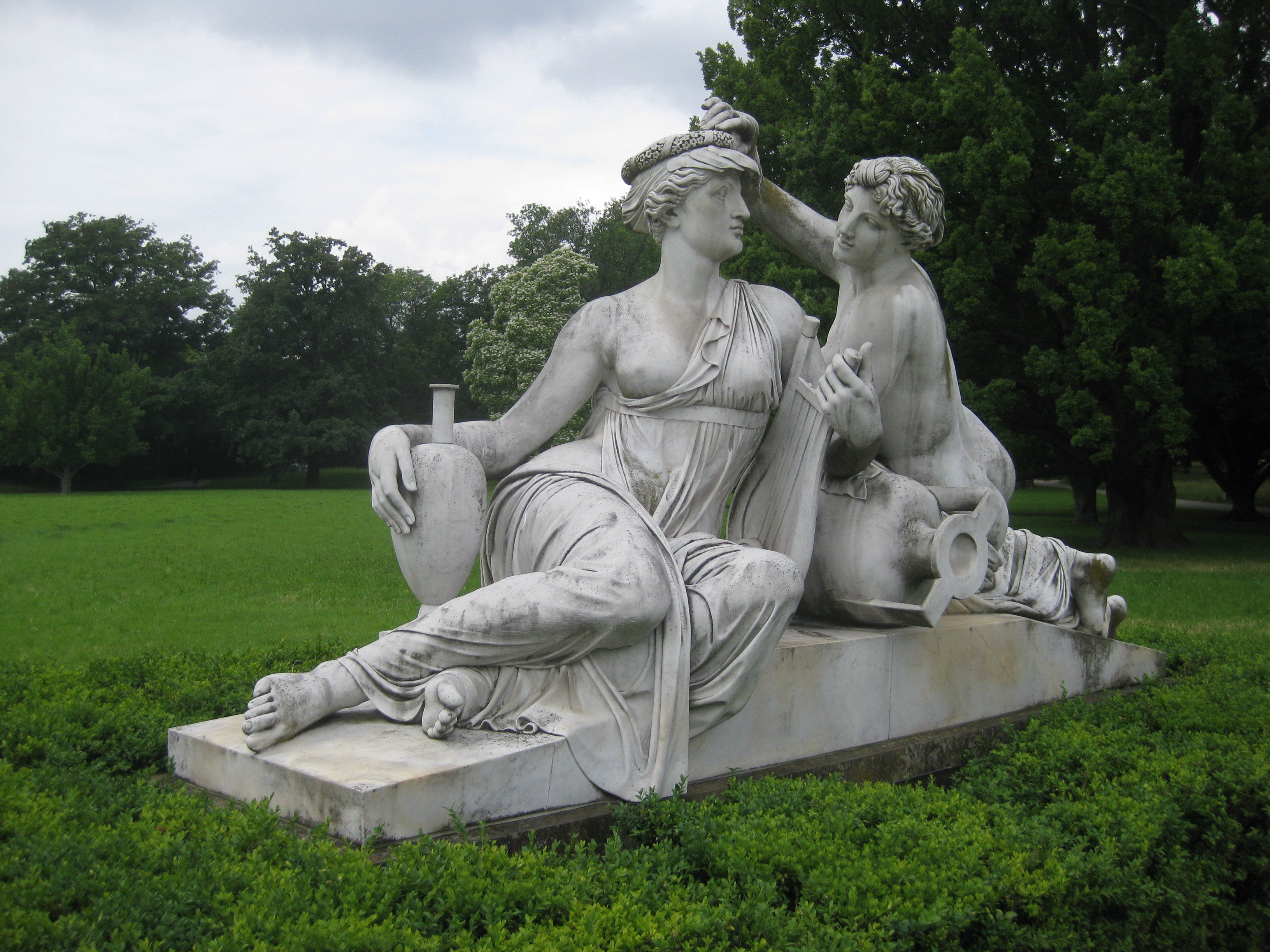
Die von Schmauder rekonstruierte Wasser- und Wiesennymphe im Rosensteinpark Stuttgart

Doris Schmauder (* 25. März 1929 in Oberböbingen; † 30. Oktober 1998 in Stuttgart) war eine deutsche Bildhauerin und Malerin. Sie ist vor allem für die Rekonstruktion bekannter Kunstwerke aus Marmor und Bronzeguss in der Nachkriegszeit bekannt, war aber auch als Malerin und Scherenschnittkünstlerin tätig.

## Leben
Doris Schmauder wurde am 25. März 1929 in Oberböbingen bei Heubach geboren. Während ihrer Schulzeit nahm sie schon Bildhauer-Unterricht bei Jakob Wilhelm Fehrle. Später studierte sie an der Staatlichen Akademie der Bildenden Künste Stuttgart. Danach arbeitete sie freiberuflich. Die Künstlerin starb am 30. Oktober 1998 in Stuttgart.

## Werke (Beispiele)

### Stuttgart
Als Schmauders wichtigstes Werk gilt die Kopie der Danneckerschen Nymphengruppe vor dem Schloss Rosenstein in Stuttgart. Die ursprüngliche Replik von Danneckers Werk (K2 von Adolf Fremd und Kurt Fanghänel) wurde 1944 zerstört und 1982 als K5 von Doris Schmauder neu geschaffen. Sie wurde am Bassin vor dem Schloss Rosenstein aufgestellt.

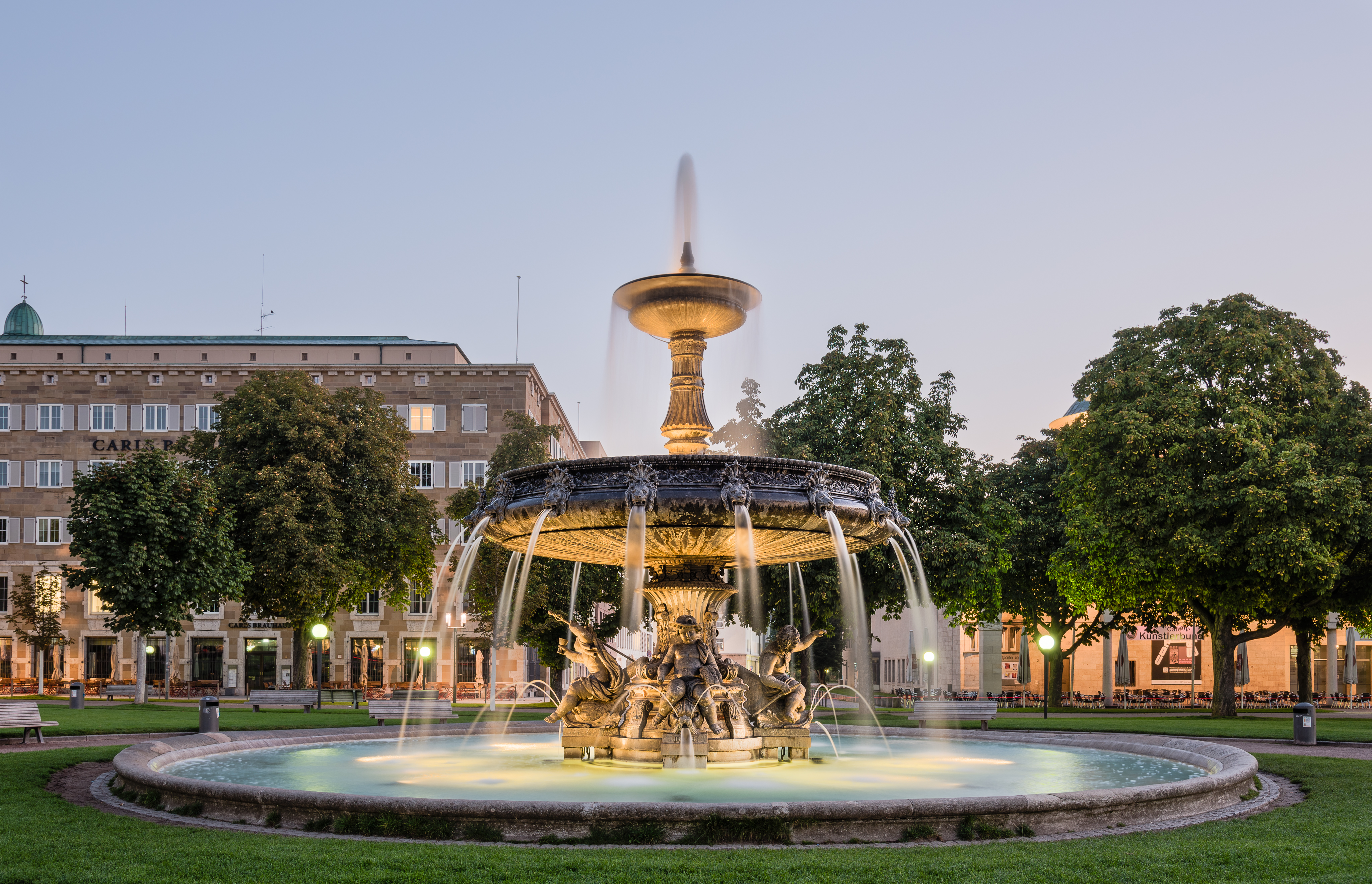
Der Brunnen mit den von Schmauder rekonstruierten Figuren auf dem Stuttgarter Schlossplatz

Die Figuren des nördlichen Brunnens auf dem Stuttgarter Schlossplatz wurden von 1986 bis 1989 von Doris Schmauder anhand von Fotografien rekonstruiert. Sie waren in den Nachkriegswirren verschwunden. Jeweils vier Flussgenien versinnbildlichen an beiden Brunnen württembergische Flüsse. Am nördlichen Brunnen sind es Donau, Nagold, Tauber und Jagst. Die von Professor Karl Kopp (1825–1897) und Professor Christian Leins entworfenen Springbrunnen wurden ursprünglich am 27. September 1863, dem Geburtstag von König Wilhelm I. eingeweiht.

### Frankfurt
Die überlebensgroße Skulptur "Tänzer" in der Taunusanlage zwischen Junghofstraße und Opernplatz wurde 1985 von Doris Schmauder erschaffen. Die männliche Figur aus Bronze wird von einem schützenden Pavillon eingerahmt, dessen Dach auf acht Säulen ruht. Der Tänzer hat eine Maske vor seinen Augen und trägt einen gerüschten Harlekinkragen. Seine Hände sind nach vorne hin geöffnet, die Beine in gebeugter Haltung: eine Aufforderung zum Tanz.